# Hipòlit García Andreu
Hipòlit García Andreu (Vilafamés, 13 de juliol de 1942 - Barcelona 1995) va ser un dibuixant i animador valencià, creador de l'estudi d'animació Studio Andreu.

## Biografia
Neix a Vilafamés l'any 1942 i es trasllada a Barcelona al cap de pocs anys. Amb 15 anys comença a treballar als Estudios Macián, sempre perseguint la seva afició al dibuix, tot i que no va assistir mai a cap acadèmia artística. Als Estudis Macián realitza diferents tasques que li permeten conèixer el procés de producció d'una peá animada. Posteriorment s'independitza dels Estudis Macián i enceta una etapa de col·laboracions amb el mitjà editorial publicitari realitzant còmics, contes infantils i posteriorment anuncis publicitaris a l'agència de publicitat Izquierdo Nogueras. En aquesta agència es crea un departament de cine publicitari en el qual Hipòlit Andreu porta la secció del dibuix animat. En aquells moments, comença a col·laborar-hi Helena Fábregas, més coneguda sota el pseudònim d'Helenita, que posteriorment serà la seva dona.
Continuant amb la tasca d'animació, trucatges i efectes especials per a publicitat que ja havia experimentat amb Studio Lumer, l'any 1972 funda el seu propi estudi: Studio Andreu, aprofitant el bon moment de l'animació publicitària dels anys setanta i vuitanta. A partir d'aquest moment s'estableix un ritme de treball regular amb algunes de les principals agències internacionals i nacionals com ara Mc Cann-Erickson, Walther Thompson o Ricardo Albiñana Films. Paral·lelament, continua treballant en el camp de la il·lustració en col·laborar amb la seva dona, Helenita, en els nombrosos encàrrecs que reben d'editorials com ara Editorial Bruguera o Editorial Roma.
Studio Andreu va treballar amb empreses internacionals com ara Hanna Barbera, amb la qual va participar en algun episodi de la sèrie Tom & Jerry, i per a Walt Disney, fent la remodelació del personatge de l'indi Pequeño Hiawatha o en alguns episodis de la sèrie de La pantera rosa de Blake Edwards.
A principis dels anys vuitanta Studio Andreu decideix realitzar projectes de sèries i pel·lícules de dibuixos animats, i es converteix en un dels principals estudis d'animació per a publicitat de Catalunya. El 1983 obté un contracte amb TVE per la realització d'un pilot de la sèrie El Pequeño Capitán, que s'acaba l'any 1984. El resultat final és de gran qualitat, però el projecte no es durà a terme per raons econòmiques.
Entre els anys 1984 i 1984, Studio Andreu crea El Centaurito Quirón, un projecte enfocat als jocs olímpics de Barcelona 92. Hipòlit Andreu també presentarà al comitè un personatge mascota: un gos d'atura. Cap dels dos projectes va obtenir el reconeixement esperat, com tampoc ho farà un projecte de caràcter ecològic protagonitzat per un robot guardabosc que vetlla pel medi ambient.
Gràcies a la seva continuada tasca en el camp de la publicitat i la qualitat dels treballs presentats, Studio Andreu va aconseguir renom i va ser premiat als premis Laus pels seus espots. A principis dels noranta, la situació del mercat, l'adveniment de l'animació per ordinador i un negoci irregular van portar al tancament dels estudis. Hipòlit Andreu es retira l'any 1994 del món professional a causa d'un càncer i mor un any més tard sense veure acomplert el seu somni de realitzar un llargmetratge de dibuixos animats.

## Filmografia
- El pequeño capitán (1984)
- El centaurito Quirón (1992)